# Milíře
Milíře är en ort i Tjeckien.   Den ligger i distriktet Okres Tachov och regionen Plzeň, i den västra delen av landet, 140 km väster om huvudstaden Prag. Milíře ligger 631 meter över havet och antalet invånare är 181.
Terrängen runt Milíře är varierad, och sluttar österut. Runt Milíře är det ganska glesbefolkat, med 24 invånare per kvadratkilometer. Närmaste större samhälle är Tachov, 6,0 km öster om Milíře. Omgivningarna runt Milíře är en mosaik av jordbruksmark och naturlig växtlighet.